# Тудхалія II
Тудхалія II — цар хеттів у 1410-1380 до н. е.. Здобув владу, вбивши свого попередника Кантуццілі.
Відомий численними війнами із сусідами, зокрема з племенами каска. Приєднав до Хеттської держави Кіззуватну, Лукку, Масу і Арцаву, перетворив Трою на свого союзника, домігся незалежності Ямхада і Мукіша від Єгипту.
Остерігаючись посилення хеттів, усамостійнені сирійські держави утворили коаліцію з Мітанні. Тоді Тудхалія II перейшов у наступ, зруйнував столиці Ямхада Халап і Мукіша — Алалах, приєднавши Північну Сирію до Хеттської держави.